# Ільмар Рааґ

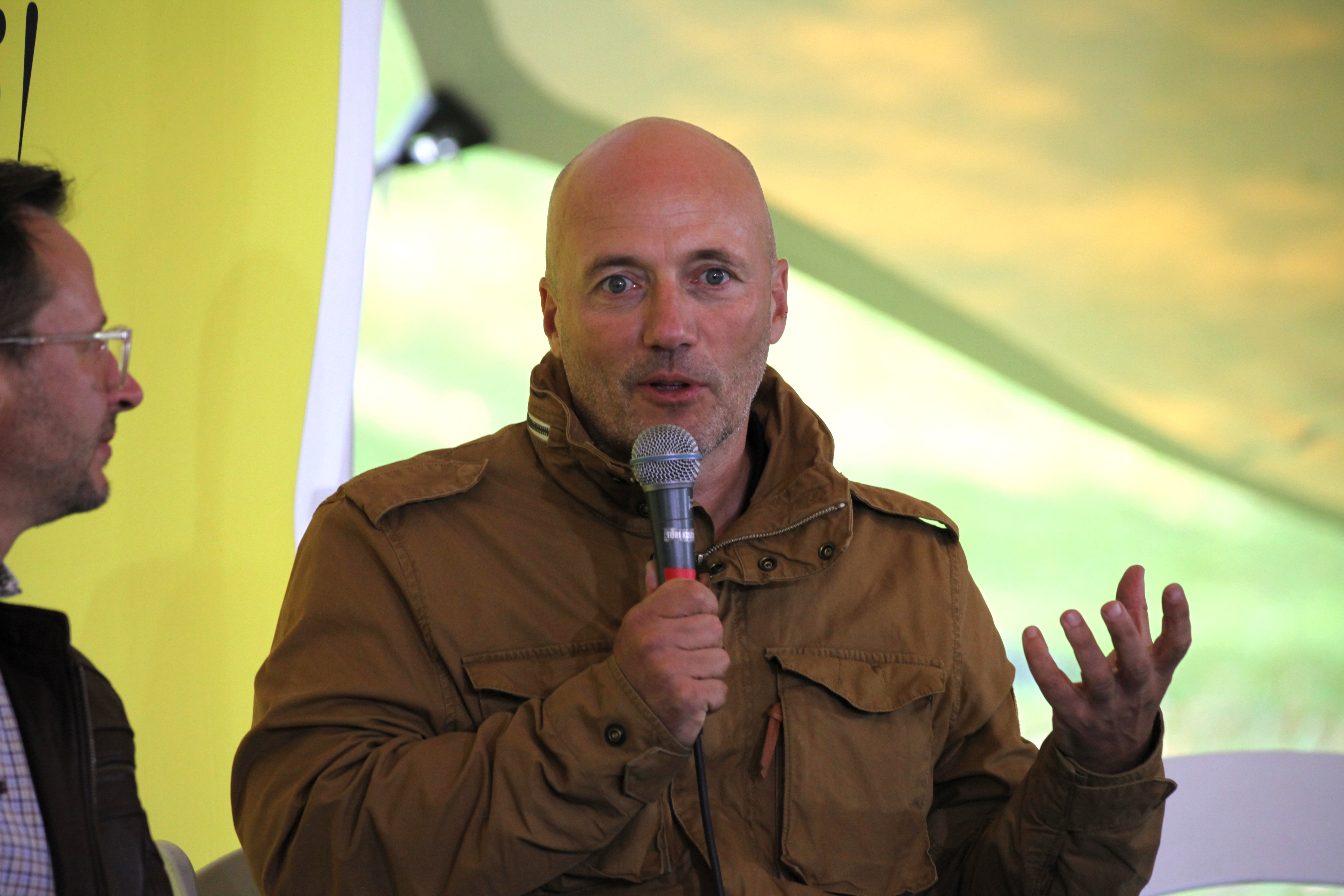
Ільмар Рааґ (2021)

Ільмар Рааґ (ест. Ilmar Raag; *21 травня 1968, Курессааре) — естонський кінорежисер, сценарист, актор, продюсер, кінокритик та журналіст.

## Життєпис
Закінчив Тартуський університет за спеціальністю «Історія мистецтва». Протягом чотирьох років навчався кінознавству в Парижі в школах «Saint Denis» та «La Sorbonne Nouvelle», потім продовжив освіту в американському університеті Огайо, де отримав магістерський ступінь. Проходив практику в Лос-Анджелесі, на студії Columbia Pictures у відділі розробки сценаріїв. Працював кореспондентом газет «Голос народу» (ест. «Rahva Hääl») і «Естонська денна газета» (ест. «Eesti Päevaleht») в Парижі, ведучим програми «Фрік» на телеканалі ЕТВ, на радіо «Куку». В 2001–2005 роках працював на Естонському телебаченні, спочатку керівником відділу, а потім і директором телекалалу. За твердженням видання РБК daily, Рааґ виступав за обмеження мовлення програм російською мовою. Сам кінематографіст це заперечує (він був ініціатором відкриття окремого каналу російською мовою в Естонії) та називає цю інформацію наклепницькою.
Написав сценарії до фільмів «Прокляття перевертня» і «Я був тут». В 1998 році зняв пародію бойовика «Вбивство в Тарту», в 2005-му — документально-ігровий фільм «Серпень 1991» про встановлення незалежності Естонії. В 2007 році випустив фільм «Клас», який отримав більше 20 призів та був висунутий від Естонії на номінування на кінопремію «Оскар» в категорії «Найкращий зарубіжний фільм».

## Фільмографія

### Режисер
- 1998 — Tappev Tartu — студентська робота
- 2005 — Серпень 1991 / August 1991 — телефільм про часи встановлення незалежності Естонії
- 2007 — Клас / Klass
- 2010 — Клас: Життя після (телесеріал) / Klass: elu pärast
- 2012 — Естонка в Парижі / Une Estonienne à Paris
- 2013 — Керту / Kertu
- 2014 — Я не повернуся / Ma ei tule tagasi

### Сценарист
- 1998 — Tappev Tartu
- 2005 — Серпень 1991 / August 1991
- 2005 — Libahundi needus
- 2007 — Клас / Klass
- 2008 — Я був тут / Mina olin siin
- 2010 — Клас: Життя після (телесеріал) / Klass: elu pärast
- 2012 — Естонка в Парижі / Une Estonienne à Paris
- 2013 — Керту / Kertu